# كيري واتكينز
كيري واتكينز (بالإنجليزية: Kerry Watkins)‏ هو لاعب كرة قدم أمريكية ولاعب كرة قدم كندية أمريكي، ولد في 16 مايو 1979 في لابلاس في الولايات المتحدة.